# 布魯克菲爾德廣場 (紐約)

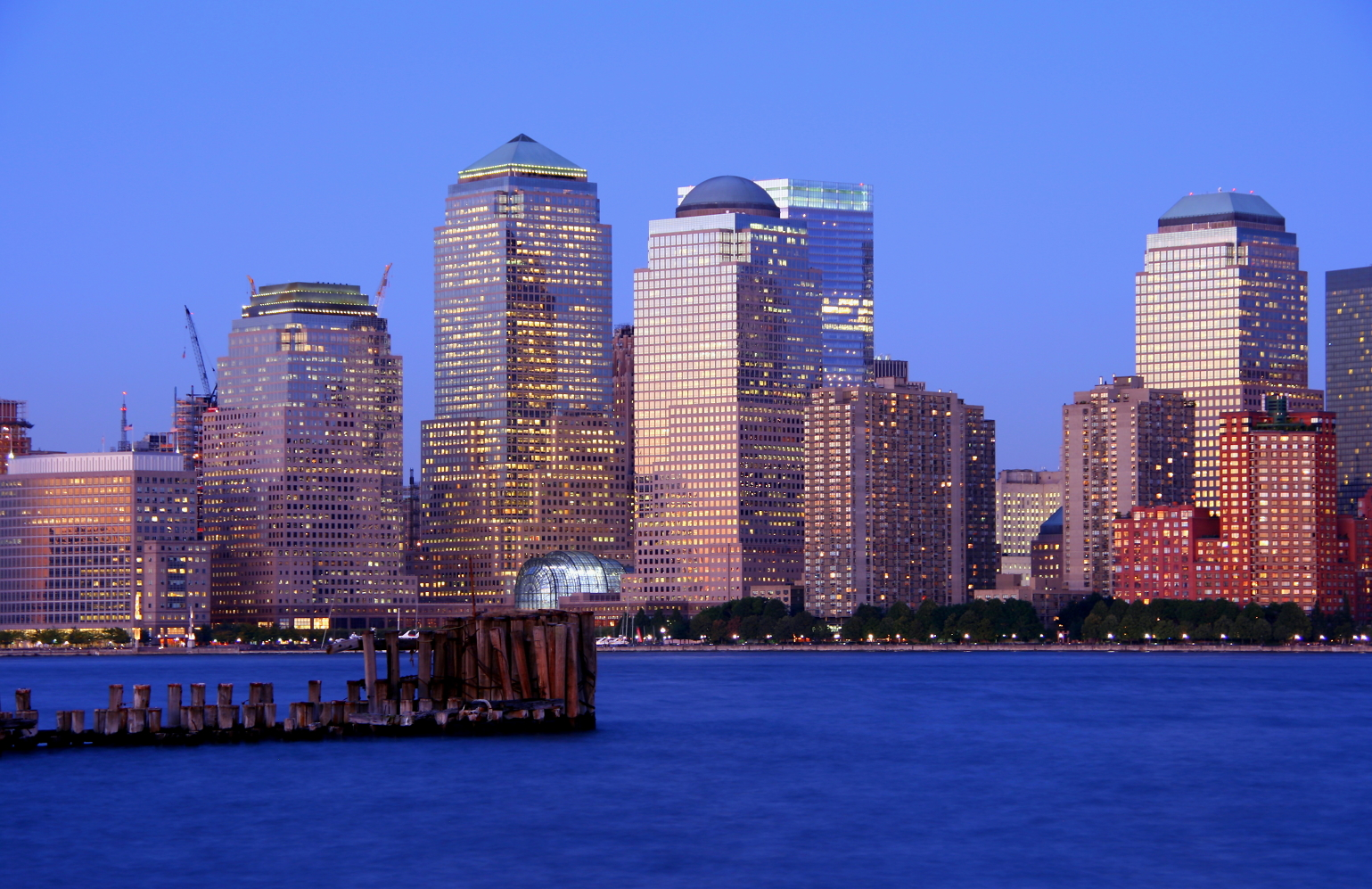
從哈德遜河近攝布魯克菲爾德廣場。

布魯克菲爾德廣場（英語：Brookfield Place），原稱世界金融中心（World Financial Center，簡稱），是位於美國紐約曼哈頓下城的砲台公園城內的商用建築群，東側緊鄰世界貿易中心，西側則面向哈德遜河。大廈的主要租戶包括美林集團及美國運通等大型金融機構。其他租戶包括道瓊斯公司旗下的華爾街日報。除了美國運通之外，整個區域的物業權由布魯克菲爾德資產管理擁有。
建築群由美國籍建築師西萨·佩里聯同Adamson Associates設計。整個項目由Olympia and York地產發展公司於1985年至1988年興建。在興建過程中，便利用了世界貿易中心於1960年代進行興建工程時所挖出的淤泥填海造出砲台公園城的土地，再從中使用部分區域興建。
建築群中的玻璃拱頂建築「冬季花園中庭」曾因九一一恐怖襲擊事件遭受嚴重破壞，有關的大型修復工程於2002年5月完成。

## 組成

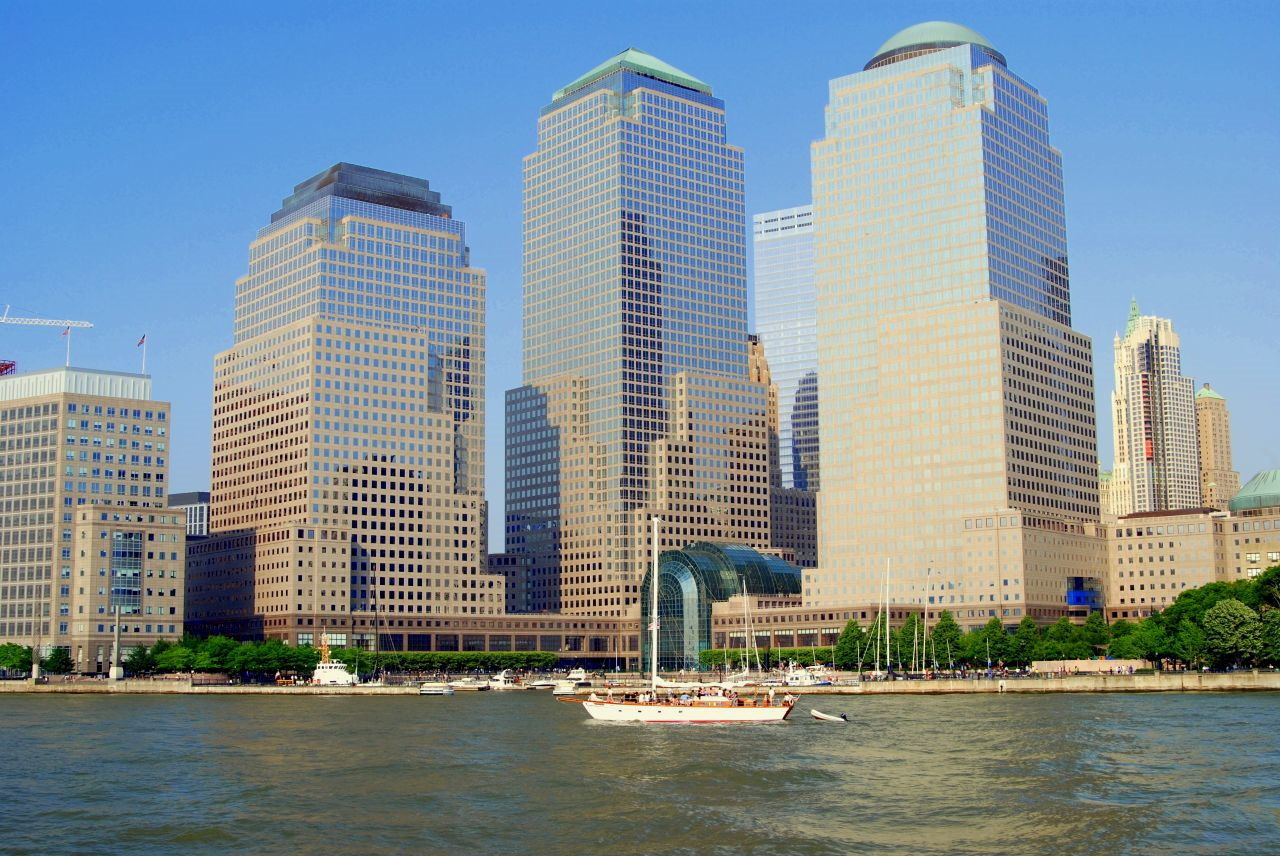
從炮台公園城近攝世界金融中心

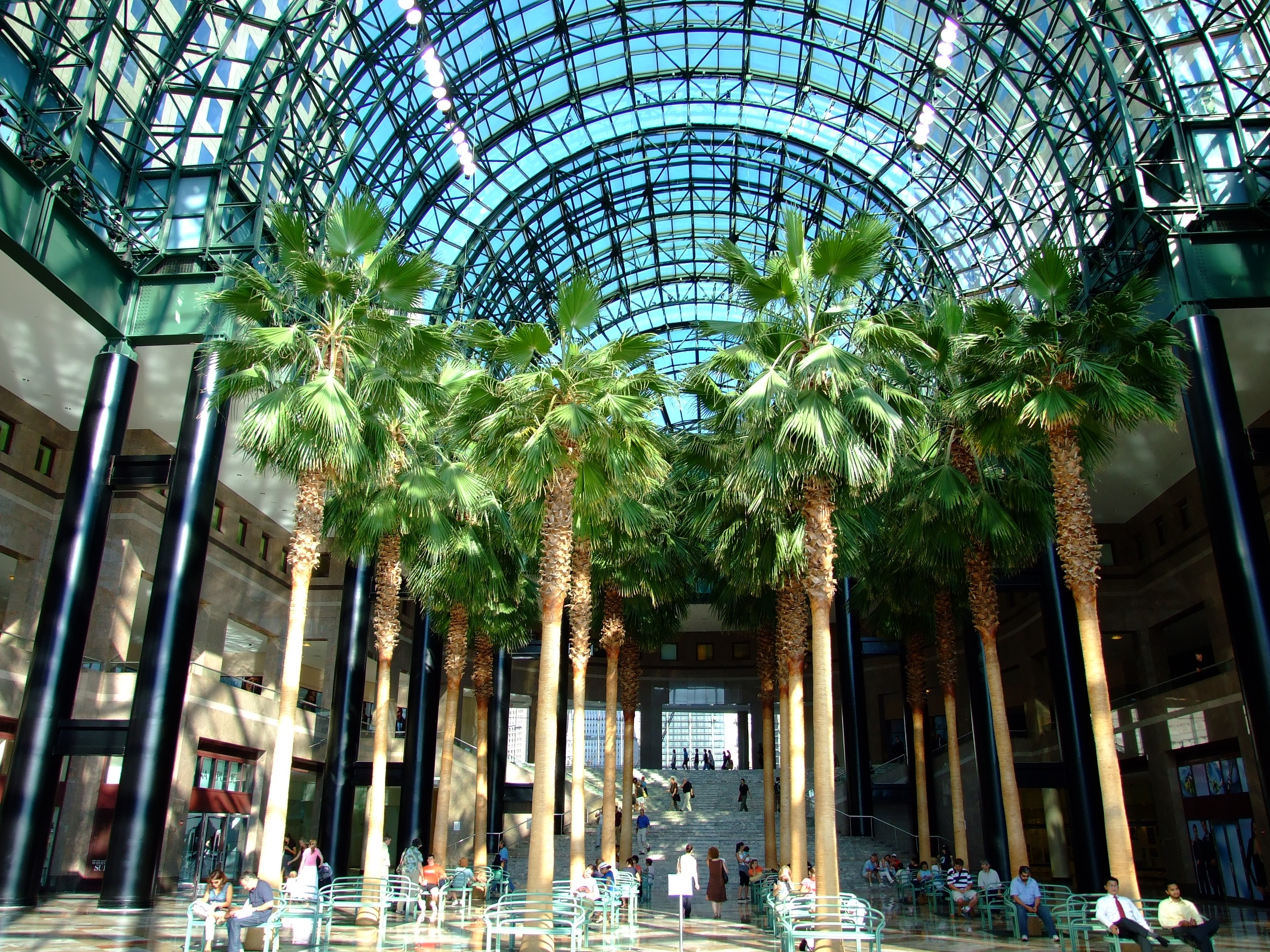
冬季花園中庭

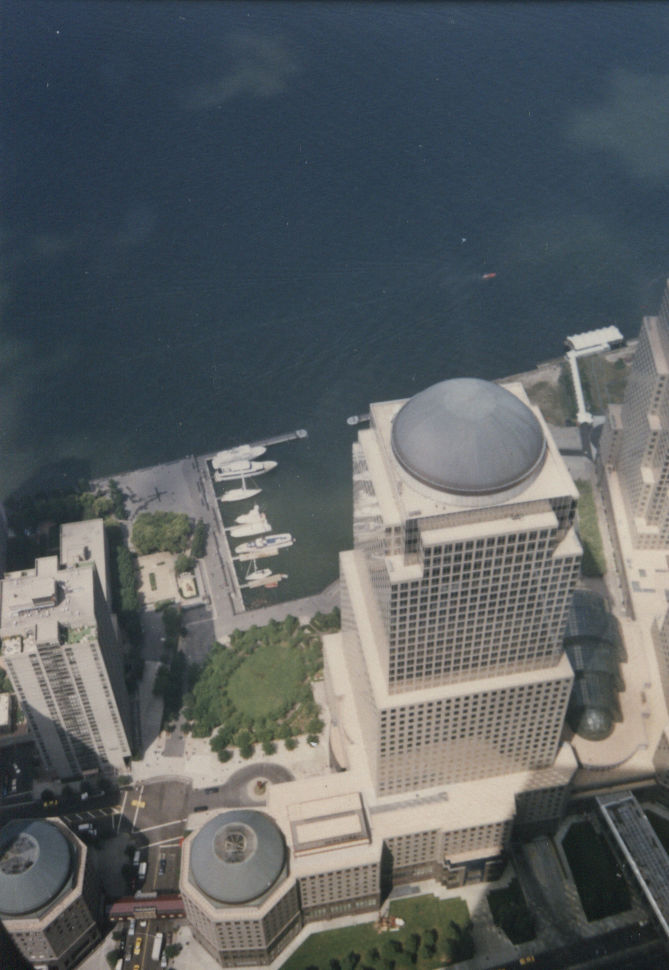
從世界貿易中心近攝世界金融中心

世界金融中心合共四座，採用後現代主義建築風格設計。

### 世界金融中心第一座
世界金融中心第一座樓高40層（176米），屬於辦公室大廈，位於Liberty Street 200號，樓面面積15.1萬平方米，於1986年完工。一座頂層以四角斜坡式設計，地下部份設有行人天橋連接世界貿易中心（已拆卸）。大廈的主要租戶包括道瓊斯公司、雷曼兄弟、富達投資等。大廈曾經因九一一恐怖襲擊事件遭受破壞，經過多個月的大型修復工程後，於2002年4月重新開放。

### 世界金融中心第二座
世界金融中心第二座樓高44層（197米），屬於辦公室大廈，位於自由街及維西街交界，樓面面積23.1萬平方米，於1986年完工。第二座高度在世界金融中心四座之中排名第二，造型設計與世界金融中心其餘三座相似，頂層以圓錐體設計。大廈的主要租戶包括德國商業銀行、德勤會計師事務所、美林集團、海風機構及道富環球投資。大廈地下設有通道連接冬季花園中庭及世界金融中心其餘各座。
第二座也曾經因世界貿易中心倒塌時的殘骸遭受破壞，經過多個月的大型修復工程後，於2002年5月重新開放。

### 世界金融中心第三座
世界金融中心第三座樓高51層（225米），屬於辦公室大廈，位於維西街200號，樓面面積19.5萬平方米，於1985年完工。第三座高度為世界金融中心四座之中排名第一，建築物設計與世界金融中心其餘三座相似，頂層以四角金字塔設計。大廈的主要租戶包括美國運通全球總部、BearingPoint及美國證券交易委員會。大廈地下設有通道連接冬季花園中庭及行人天橋連接世界貿易中心。三座的建築設計與英國倫敦的金絲雀碼頭商業中心區內的加拿大廣場一號相似。設計相似原因主要是與Olympia and York發展有關。
第三座亦曾因世界貿易中心倒塌時的殘骸遭受破壞。第三座低層部份範圍結構更出現嚴重破壞，經過多個月的大型修復工程後，於2002年5月重新開放。

### 世界金融中心第四座
世界金融中心第四座樓高34層（152米），屬於辦公室大廈，位於Vesey Street 250號，樓面面積16萬7000平方米，於1986年完工，頂層以四角層遞式金字塔設計。第四座全幢為美林集團專用的交易樓層，並且為該集團總部。

### 紐約商品期貨交易所大廈
大廈樓高16層，位於North End Avenue 1號，樓面面積為46,000平方米，於1997年完工。租戶包括紐約商品期貨交易所及美國國際棉花協會。

## 外部連結
- Brookfield: New York Properties
- 世界金融中心官方網站 （页面存档备份，存于）
- 世界金融中心地圖 （页面存档备份，存于）
- 摩根飛尼根律師事務所：世界金融中心第三座租戶
- 美國Cadwalader律師事務所 （页面存档备份，存于）
- Thacher Proffitt & Wood律師事務所 （页面存档备份，存于）
- Richards Kibbe & Orbe LLP （页面存档备份，存于）

40°42′47″N 74°00′56″W / 40.71306°N 74.01556°W